# Deportes ecuestres en los Juegos Olímpicos de México 1968
Los deportes ecuestres en los Juegos Olímpicos de México 1968 se realizaron en dos sedes: el Campo Marte (doma y salto) y el Club de Golf Avandaro (concurso completo) de México del 18 al 27 de octubre de 1968.
En total se disputaron en este deporte seis pruebas diferentes en las disciplinas de doma, salto de obstáculos y concurso completo, en las categorías individual y por equipos. El programa de competiciones se mantuvo como en la edición pasada.

## Medallistas
| Evento                                           | Oro | Plata | Bronce |
| ------------------------------------------------ | --- | --- | --- |
| Doma individual (24-25 de octubre)               | Ivan Kizimov (Ijor) · Unión Soviética · 1572 pts.                                                                                       | Josef Neckermann (Mariano) · Alemania Occidental · 1546 pts.                                                                        | Reiner Klimke (Dux) · Alemania Occidental · 1537 pts.                                                                                  |
| Doma por equipos (24-25 de octubre)              | Josef Neckermann (Mariano) · Reiner Klimke (Dux) · Liselott Linsenhoff (Piaff) · Alemania Occidental · 2699                             | Yelena Petushkova (Pepel) · Ivan Kizimov (Ijor) · Ivan Kalita (Absent) · Unión Soviética · 2657                                     | Henri Chammartin (Wolfdietrich) · Marianne Gossweiler (Stephan) · Gustav Fischer (Wald) · Suiza · 2547                                 |
| Salto de obstáculos individual (23 de octubre)   | William Steinkraus (Snowbound) · Estados Unidos · 4                                                                                     | Marion Coakes (Stroller) · Reino Unido · 8                                                                                          | David Broome (Mr. Softee) · Reino Unido · 12                                                                                           |
| Salto de obstáculos por equipos (27 de octubre)  | James Day (Canadian Club) · Thomas Gayford (Big Dee) · Jim Elder (The Immigrant) · Canadá · 102,75                                      | Jean-Marcel Rozier (Quo Vadis) · Janou Lefèbvre (Rocket) · Pierre Jonquères d'Oriola (Nagir) · Francia · 110,25                     | Hermann Schridde (Dozent) · Alwin Schockemöhle (Donald Rex) · Hans Günter Winkler (Enigk) · Alemania Occidental · 117,25               |
| Concurso completo individual (17-21 de octubre)  | Jean-Jacques Guyon (Pitou) · Francia · 38,86                                                                                            | Derek Allhusen (Lochinvar) · Reino Unido · 41,61                                                                                    | Michael Page (Foster) · Estados Unidos · 52,31                                                                                         |
| Concurso completo por equipos (17-21 de octubre) | Derek Allhusen (Lochinvar) · Richard Meade (Cornishman V) · Reuben Jones (The Poacher) · Jane Bullen (Our Nobby) · Reino Unido · 175,93 | Michael Page (Foster) · James Wofford (Kilkenny) · Michael Plumb (Plain Sailing) · Kevin Freeman (Chalan) · Estados Unidos · 245,87 | Wayne Roycroft (Zhivago) · Brien Cobcroft (Depeche) · William Roycroft (Warrathool) · James Scanlon (The Furtive) · Australia · 331,36 |

## Medallero
| Núm. | País                | Oro | Plata | Bronce | Total |
| ---- | ------------------- | --- | ----- | ------ | ----- |
| 1    | Reino Unido         | 1   | 2     | 1      | 4     |
| 2    | Alemania Occidental | 1   | 1     | 2      | 4     |
| 3    | Estados Unidos      | 1   | 1     | 1      | 3     |
| 4    | Francia             | 1   | 1     | 0      | 2     |
| 4    | Unión Soviética     | 1   | 1     | 0      | 2     |
| 6    | Canadá              | 1   | 0     | 0      | 1     |
| 7    | Australia           | 0   | 0     | 1      | 1     |
| 7    | Suiza               | 0   | 0     | 1      | 1     |
|      | TOTAL               | 6   | 6     | 6      | 18    |